# Юрика Вали (Сан Франциско)
Юрика Вали (на английски: Eureka Valley, в превод „Долината Юрика“) се нарича по-големият район около Кастро в Сан Франциско, Калифорния. В Юрика Вали се включват много жилищни райони, докато Кастро се отнася предимно за гей ориентирания търговски район на ул. „Кастро“ (Castro Street) и 18-а улица (18th Street).